# Кримски татари
Кримските татари (на кримскотатарски: Къырымтатарлар или Qırımtatarlar) са тюркски народ, приел исляма през XIII век, които са 3-та етническа група в Република Крим.
През XIX век в българските земи на Османската империя са приети няколко вълни кримски татари, изгонени от страната си от руските завоеватели. Пътешественикът Кепел среща кримски татари близо до Одрин и в Стара планина между Шумен и Карнобат. Първите групи пристигат веднага след края на Кримската война и се заселват на около 25 мили (<=> 40 км) от Кюстенджа в нов град с име „Медиджие“. За няколко седмици в Кюстенджа пристигат около 18 хил. татари, от където биват транспортирани с влак до Черна вода, а оттам разпределени в различни райони. Турското правителство задължава българите да им помагат в началото, а накрая на всяко семейство се дава един чифт волове, за да обработват земята и жито за сеене. Татарите преобразяват град Медиджие и околностите му и по думите на Баркли относно 1866 г. „съставляват сега най-богатата и най-активната част от всички различни раси в България“. Местната търговия във Варна и в Кюстенджа бързо минава в техни ръце. Баркли ги описва така: „лицата им са плоски и кръгли, с изпъкнали скули, тесни и дълги очи като тези на китайците. Морално са тихи, малко се смеят, нежни са с жените, децата и животните, трудолюбиви, съвършено честни. Татарите в Добруджа често надминават по численост българите и румънците.
Към края на Втората световна война тогавашният лидер на СССР Йосиф Сталин ги изселва от Крим и ги заселва в далечните източни райони на Съветския съюз – така те оформят своята диаспора в страните в Средна Азия.